# كامبو دي يوسو
بلدية كامبو دي يوسو (بالإسبانية: Campoo de Yuso)‏، هي إحدى بلديات منطقة كانتابريا, المصنفة على أنها مقاطعة أيضاً، في شمال إسبانيا.
يبلغ عدد سكانها 753 نسمة وفقاً لإحصائية سنة (2002).